# Говинд-Пашу-Вихар
Говинд-Пашу-Вихар (англ. Govind Pashu Vihar Wildlife Sanctuary, хинди गोविंद पशु विहार) — заказник в Индии, расположен в округе Уттаркаши штата Уттаракханд. 
Главным видом, обитающим в парке, является снежный барс. Так же здесь обитают гималайский медведь, бурый медведь, леопард, серау, беркут, ягнятник, улар, степной орёл и орёл-яйцеед.